# Lophoptera hypenistis
Lophoptera hypenistis là một loài bướm đêm trong họ Noctuidae.